# Deudorix dinomenes
Deudorix dinomenes är en fjärilsart som beskrevs av Smith 1887. Deudorix dinomenes ingår i släktet Deudorix och familjen juvelvingar. Inga underarter finns listade i Catalogue of Life.